# Mesoleptus peregrinus
Mesoleptus peregrinus là một loài tò vò trong họ Ichneumonidae.